# Aubigny-sur-Nère
Aubigny-sur-Nère je naselje in občina v osrednjem francoskem departmaju Cher regije Center. Leta 2007 je naselje imelo 5.751 prebivalcev.

## Geografija
Kraj leži v pokrajini Berry ob reki Nère, 48 km severno od Bourgesa.

## Uprava
Aubigny-sur-Nère je sedež istoimenskega kantona, v katerega so poleg njegove vključene še občine Ménétréol-sur-Sauldre, Oizon in Sainte-Montaine s 7.100 prebivalci.
Kanton Aubigny-sur-Nère je sestavni del okrožja Vierzon.

## Zgodovina
Naselbina, poznana že v rimskem obdobju kot Albinacum, je postala leta 1189 pod Filipom II. francosko kraljevsko mesto. Leta 1419 med stoletno vojno je vanj prišel grof John Stewart z večjo skupino škotskih vojakov in se pridružil francoskemu kralju Karlu VII. V zameno je dobil številne plemiške naslove, med drugim naslova prvega kraljevega častnika in vojvoda Aubignyja. Njegovi potomci so tam ostali še nadaljnjih 400 let.

## Zanimivosti
- cerkev sv. Martina iz 13. stoletja,
- grad rodbine Stuart iz 15. stoletja,
- chateau de la Verrerie iz 16. stoletja,
- stolp, ostanek prvotnih mestnih utrdb,
- Na francoski državni praznik dan bastilje (14. julija) se v mestu vsako leto praznuje stara francosko-škotska zveza oz. Auld Alliance/Vieille Alliance.

## Pobratena mesta
- Haddington (Škotska, Združeno kraljestvo),
- Oxford (Mississippi, ZDA),
- Plopana (Moldavija, Romunija),
- Villeneuve-de-la-Raho (Pyrénées-Orientales, Francija),
- Vlotho (Severno Porenje - Vestfalija, Nemčija).